# Villa Rezzonico
Villa Rezzonico (nota anche come Ca' Rezzonico di Bassano) è una villa veneta situata a Bassano del Grappa in provincia di Vicenza.

## Storia

### Costruzione

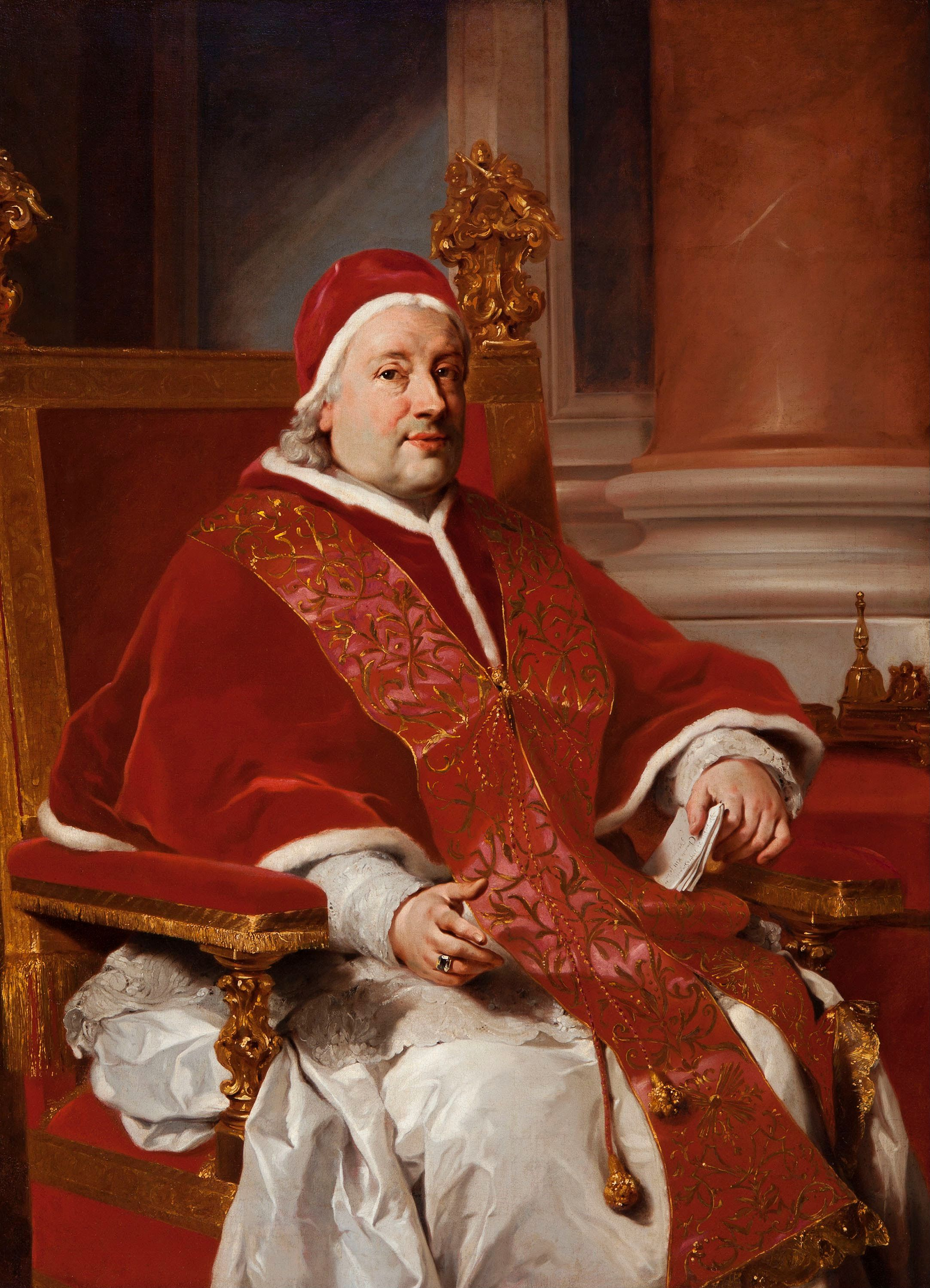
Ritratto di papa Clemente XIII

Il complesso, nato per volontà di Giovanni Battista della Torre di Rezzonico( padre di Carlo della Torre di Rezzonico, incoronato Papa Clemente XIII nel 1758) e un tempo attribuito all'architetto Baldassarre Longhena e ora assegnato in via dubitativa a Giorgio Massari, del quale è anche ipotizzato un intervento su disegno del maestro, che risulta però già morto ancora prima dell'acquisto del terreno. A Massari sono assegnate anche le foresterie e il progetto dell'oratorio realizzato tra il 1733 e il 1734.
Si ha notizia che nel 1701 Giovanni Battista acquista da Marcantonio Baroncelli una possessione con case dominicali e coloniche in contrà della Riva, sistemate, anche nella porzione del giardino, tra il 1703 e il 1705 ad opera di Francesco Zaghi, definito “proto” della fabbrica. Nella condizione di decima del 1713 Giovanni Battista denuncia di avere costruito la casa domenicale con giardino, orto e brolo. Con ogni probabilità si trattò di una ristrutturazione dell'edificio preesistente, privo ancora delle torri angolari. La successiva condizione di decima del 1740 informa che al tempo erano state costruite le barchesse e il rustico posto al Nord. A meno che non ci si riferisca ai rustici di Occidente, tale indicazione contrasta con l'affermazione di Brentari che la barchessa foresteria settentrionale fu costruita nel 1790 da Antonio Gaidon, amministratore all'epoca delle proprietà Rezzonico e responsabile inoltre della realizzazione del passaggio coperto tra villa e foresteria meridionale e della Corte d'onore occidentale.
Entro il 1740 sono da intendersi compiuti anche i nuovi interventi sulla villa che videro la costruzione delle torri angolari e l'introduzione della sala a doppia altezza, probabilmente costretta in un involucro preesistente come dimostrerebbe la mal risolta soluzione del coperto. Il riutilizzo delle precedenti strutture murarie è dimostrato inoltre dalla dimensione delle porte, sottodimensionate rispetto al gigantismo dell'ambiente. Potrebbe risalire invece alla prima campagna costruttiva l'ampliamento delle luci delle finestre evidente sul retro per l'aggiunta al piano terra di parti di stipite.

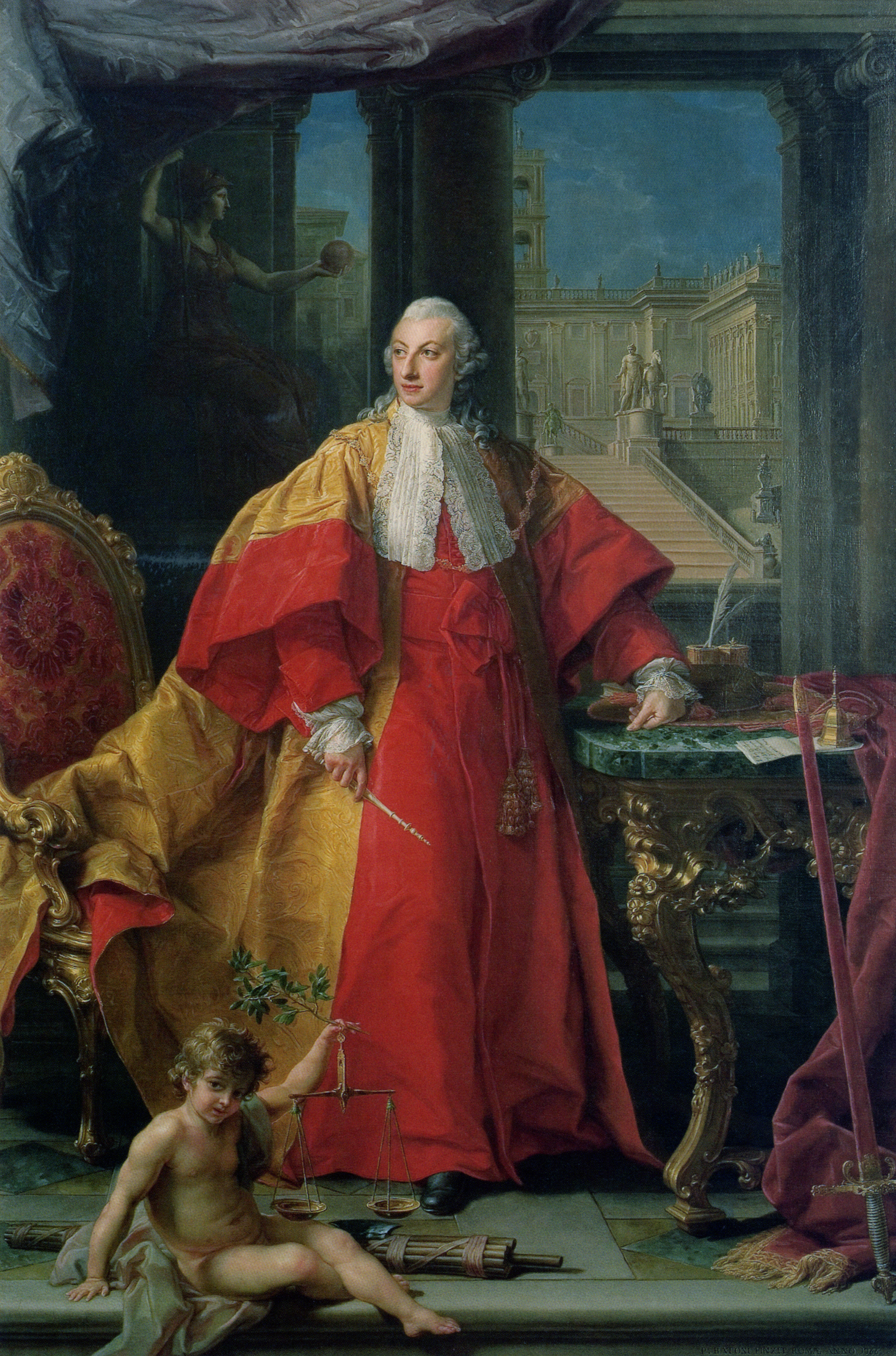
Ritratto del principe Abbondio Rezzonico

### Successione delle proprietà
Da sempre legata al commercio e al mondo dell’economia, la famiglia Rezzonico – stabilitasi a Venezia nella seconda metà del Seicento e aggregatasi al patriziato nel 1687- fu proprietaria dell’omonima villa bassanese dal 1701 al 1810.
Nel possesso dell'edificio e delle tenute ad esso pertinenti si successero Giovanni Battista che acquistò il fondo e iniziò la costruzione dello stabile (dal 1701 al 1756); Aurelio, Procuratore di San Marco (dal 1756 al 1759); Lodovico, figlio di Aurelio e anch'egli Procuratore di San Marco (dal 1759 al 1786); ed Abbondio, principe e Senatore di Roma (dal 1759 al 1810), che tanto contribuì alla valorizzazione artistica e culturale della dimora.
Quest'ultimo lasciò le sue sostanze, fra le quali la bassanese villa Rezzonico, al nipote Antonio Widmann Rezzonico, figlio della sorella Quintilia e del nobiluomo veneziano Lodovico Widmann. A costui, morto nel 1816, subentrarono gli eredi Widmann-Pindemonte che, nel 1824, vendettero villa e possessione al nobile Paolo Baroni.
Alla famiglia Baroni-Semitecolo la storica costruzione appartenne fino al 1920, anno in cui la contessa Silvia Baroni-Pasolini la offri all'Ospedale Civile di Bassano del Grappa. Nel 1939 il complesso, fortemente ridotto nella superficie fondiaria dalle vendite poco curate effettuate dall'Ente Pubblico, venne acquistato da Luigi Gasparini. Alla famiglia di questo rimase fino al 1978, anno in cui la villa divenne di proprietà del signor Luigi Borella
Nel 2017 la Villa è stata acquistata da Bernardo Finco, titolare del gruppo conciario Finco 1865, e costui ha portato a termine nel 2021 un piano di ricupero e rivalutazione di questa villa veneta, di stile neoclassico.

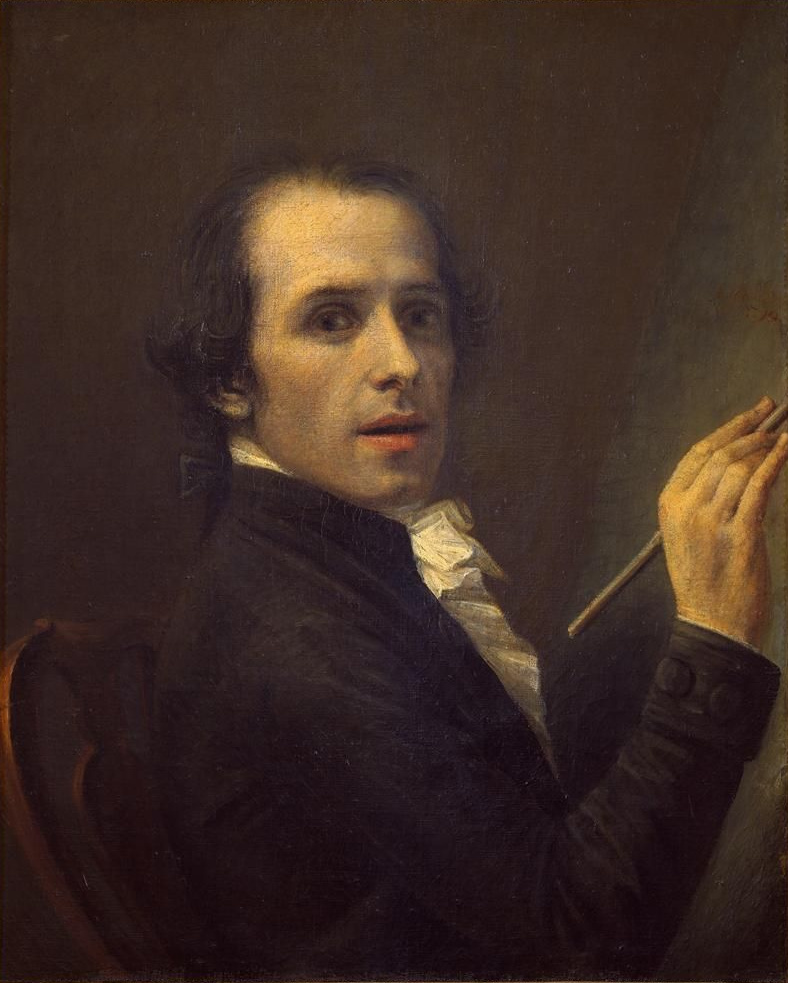
Autoritratto di Antonio Canova

### Principali eventi e ospiti
Da sempre luogo d'incontro per artisti ed esponenti della cultura, Villa Rezzonico mantiene ancora in parte questa sua peculiare prerogativa. Frequentata nel Settecento da personaggi come lo scultore Antonio Canova o l'architetto Giacomo Quarenghi, Alessandro Manzoni, Antonio Fogazzaro e Giosuè Carducci, a patrioti come Daniele Manin, Federico Confalonieri e Giuseppe Garibaldi. Nelle stanze stuccate della villa soggiornarono anche illustri uomini di Stato, musicisti di artisti di ogni genere; si ricordano, ad esempio, i nomi di Napoleone Bonaparte, Urbano Rattazzi, Francesco Crispi e Giovanni Giolitti; di Hans von Bülow, Richard Wagner e Franz LIstz; oltre a quelli di John Ruskin e Francesca Alexander.
Tra il 1796 e il 1797 nella dimora patrizia alloggiò il generale di divisione Andrea Massena, appartenente ai comandi dell'Avanguardia francese durante la napoleonica Campagna d'Italia.
Nel luglio dello stesso 1797 si tenne a Villa Rezzonico pure il Congresso di Bassano estremo tentativo di aggregare il Veneto alla Repubblica Cisalpina.
Per quanto concerne il XX secolo, dopo aver conosciuto tristi vicende, culminate con la vendita di gran parte dei terreni circostanti, per un lungo periodo di isolamento e di chiusura, dal 1978 la Villa Rezzonico ha riaperto le sue storiche porte al pubblico. Essa ospita periodicamente meeting, conferenze e dibattiti; è la cornice ideale di rassegne artistiche, mostre ed esposizioni di vario tipo. Accoglie nel suo salone, la cui acustica è apprezzata da tecnici e intenditori, concerti e manifestazioni musicali. Anche il parco,in qualche occasione estiva, è stato sfruttato come sfondo per serate dedicate alla musica.

## Descrizione

### Esterno

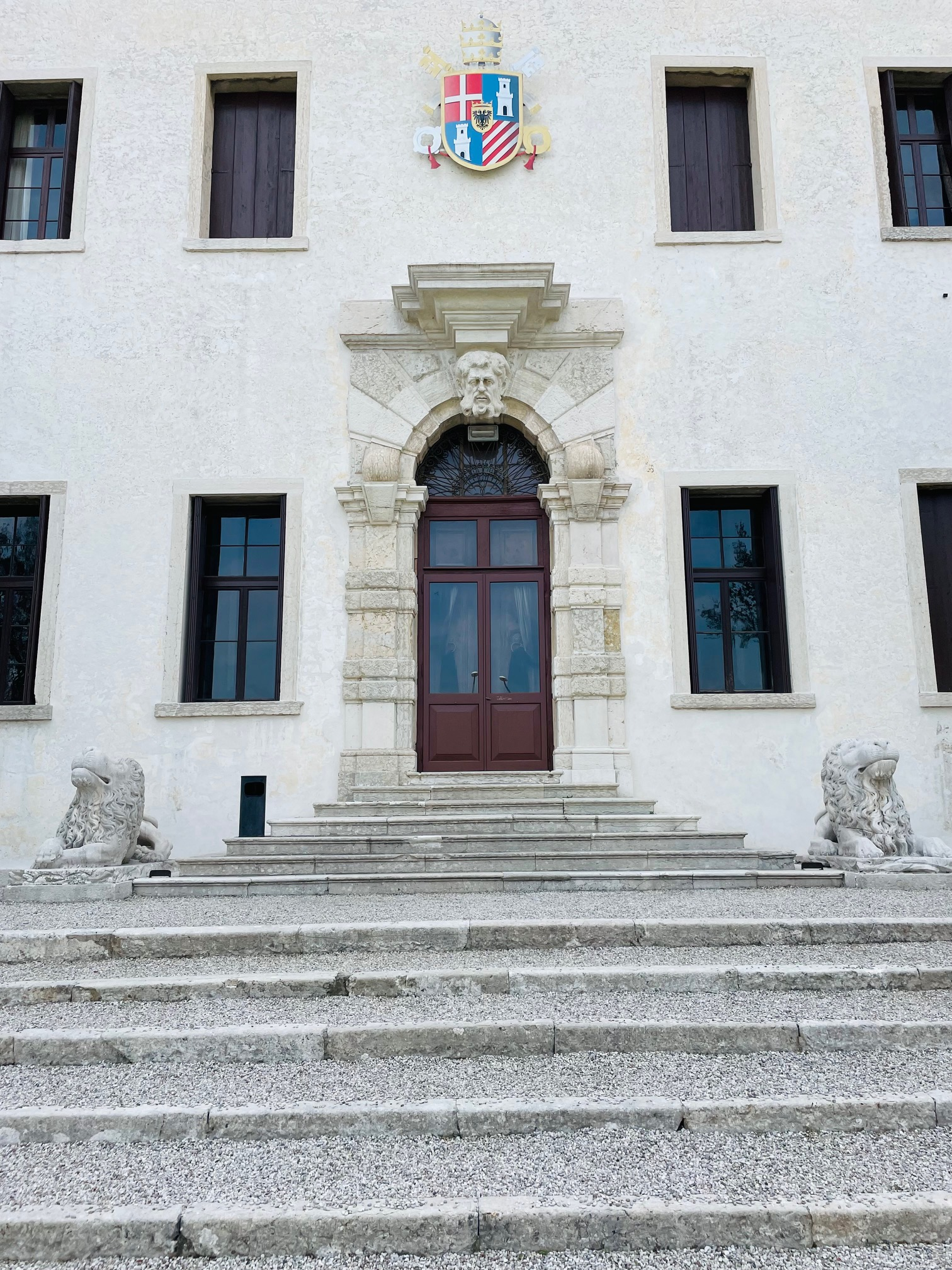
Ingresso principale

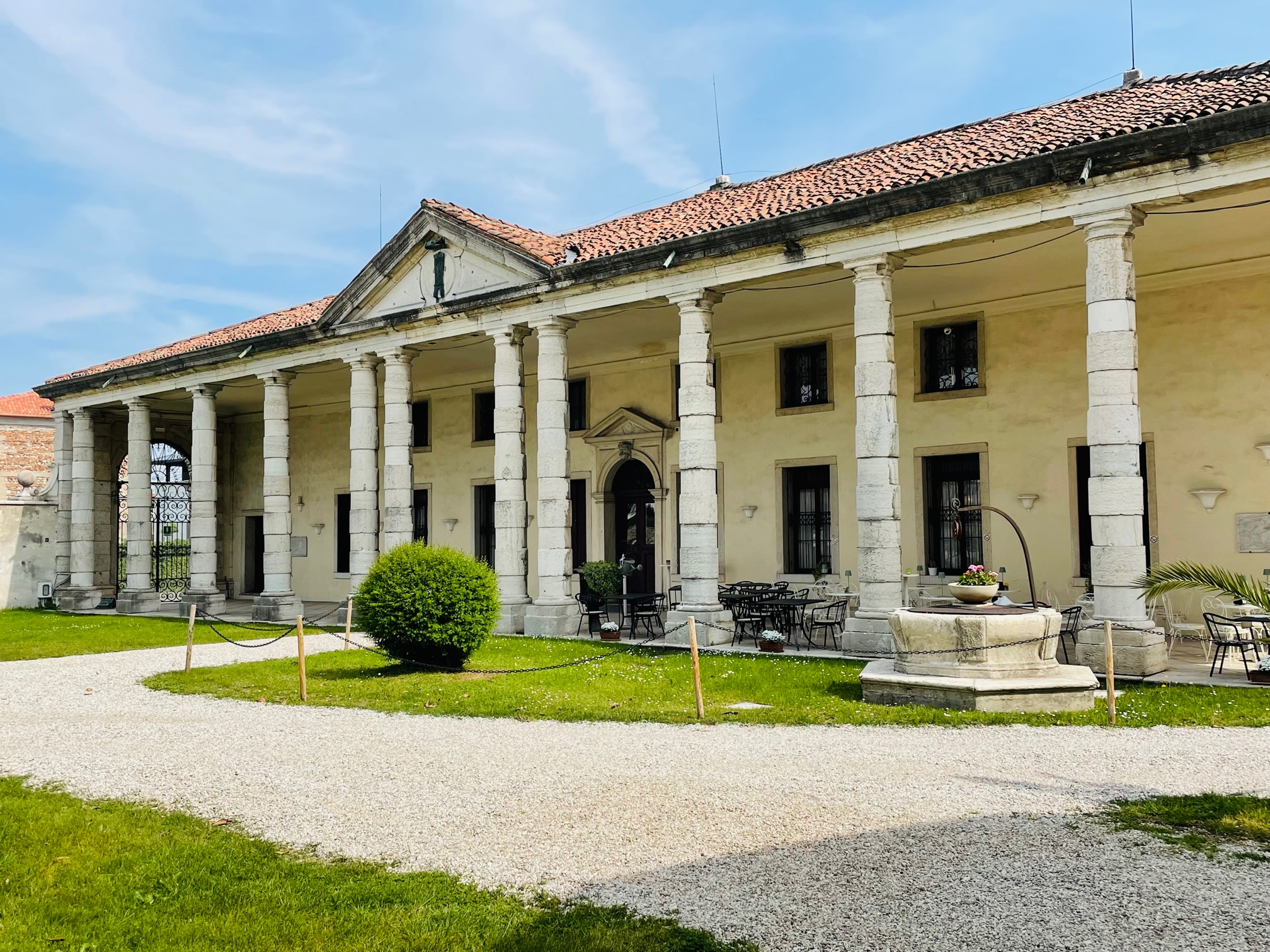
Barchessa foresteria meridionale

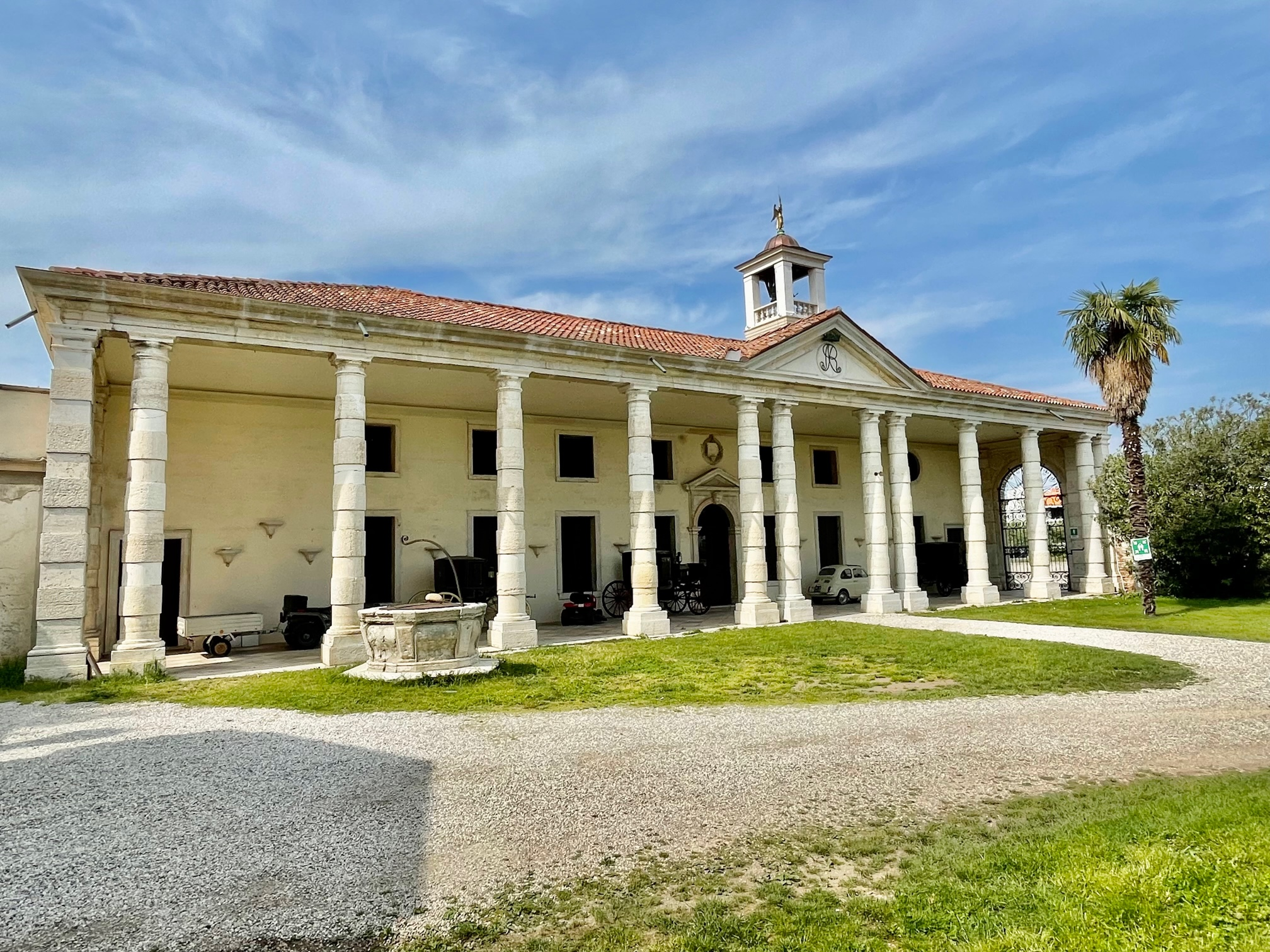
Barchessa foresteria settentrionale

Il complesso architettonico di Villa Rezzonico è situato sud del centro storico di Bassano del Grappa, poco distante dai “Pilastroni” e dal vecchio borgo del Leon. È costituito da un massiccio blocco centrale, riquadrato agli angoli da quattro robuste torri, e da due foresterie che gli sono perpendicolari e che si agganciano ad esso attraverso un paio di leggeri collegamenti coperti. Dell’insieme fanno parte anche alcuni piccoli annessi ed un lungo ed elegante fabbricato ad archi, che delimita la proprietà a settentrione seguendo l'andamento obliquo di una straduzza laterale.
Il parco (30000 mq.) si distende per oltre un centinaio di metri ad ovest della villa, mantenendo sempre una larghezza costante che è pari a quella dell'intero complesso; il giardino invece è posto frontalmente rispetto allo storica costruzione: un tempo geometricamente organizzato “all'italiana”, era racchiuso dalle due foresterie. Oltre la solida balaustrata marmorea e il fossato al di là dell’ultrasecolare tracciato della strada per Padova, lungo la quale la dimora è sorta, si apre l'ampia esedra, che costituisce un prolungamento ideale degli spazi verdi e consente una migliore visione, più scenografica e prospettica, della villa. Quest'ultima, se sembra rifarsi alle costruzioni turrite medioevali o alle quattrocentesche ville-castello prepalladiane, appartiene in realtà al XVIII secolo.
Le pareti sembrano quasi prevedere i futuri canoni del neoclassicismo, inserendosi nella corrente di quegli artisti e costruttori veneziani della prima metà del Settecento, in cui le loro architetture tendono alla linearità e alla semplicità. D’altra parte, l'imponente portale contrasta con l'estrema nudità della facciata. Più in alto sopra l'ingresso è posto lo stemma del Papa Clemente XIII.
Per quanto riguarda le torri, va osservato come esse risultino prive della benché minima traccia di decorazione, va solamente segnalata tra il primo e il secondo piano una serie di fasce e modanature che continuano la linea del cornicione.
A proposito delle foresterie, va osservato innanzitutto la loro differente strutturazione planimetrica, conseguenza evidente di età e funzioni diverse. Per i due corpi perpendicolari al blocco centrale, esiste tuttavia un denominatore comune: entrambi sono preceduti da colonnati rustici, dei quali però quello esposto a sud - più recente - venne fatto sul modello dell'altro. Al centro dei loro frontoni ci sono rispettivamente l'emblema con l'iniziale di Abbondio Rezzonico e il simbolo della torre.
Situata all'interno della barchessa nord la Cappella di San Giovanni Battista ha il fronte disposto sulla testata orientale dell'edificio. La facciata appartiene alla cultura architettonica veneta del tempo.Al centro si nota il portale sormontato da un timpano triangolare, collegato mediante una mensola al rosone. La pianta, a forma di ottagono (leggermente irregolare) si collega ad ovest alla cappella absidale,affiancata dai corridoi che portano alla piccolissima sacrestia e agli altri locali della barchessa. A fianco dell'Oratorio, accessibile comunque solo dal suo interno, si alza il campanile, culminante in una cupoletta dalle forme sinuose, rivestita di rame e sulla quale è posto un angioletto di metallo dorato.
La villa Vizcaya, costruita a Miami tra il 1914 e il 1916 e progettata dall'architetto statunitense Paul Chalfin, si ispira a Villa Rezzonico.

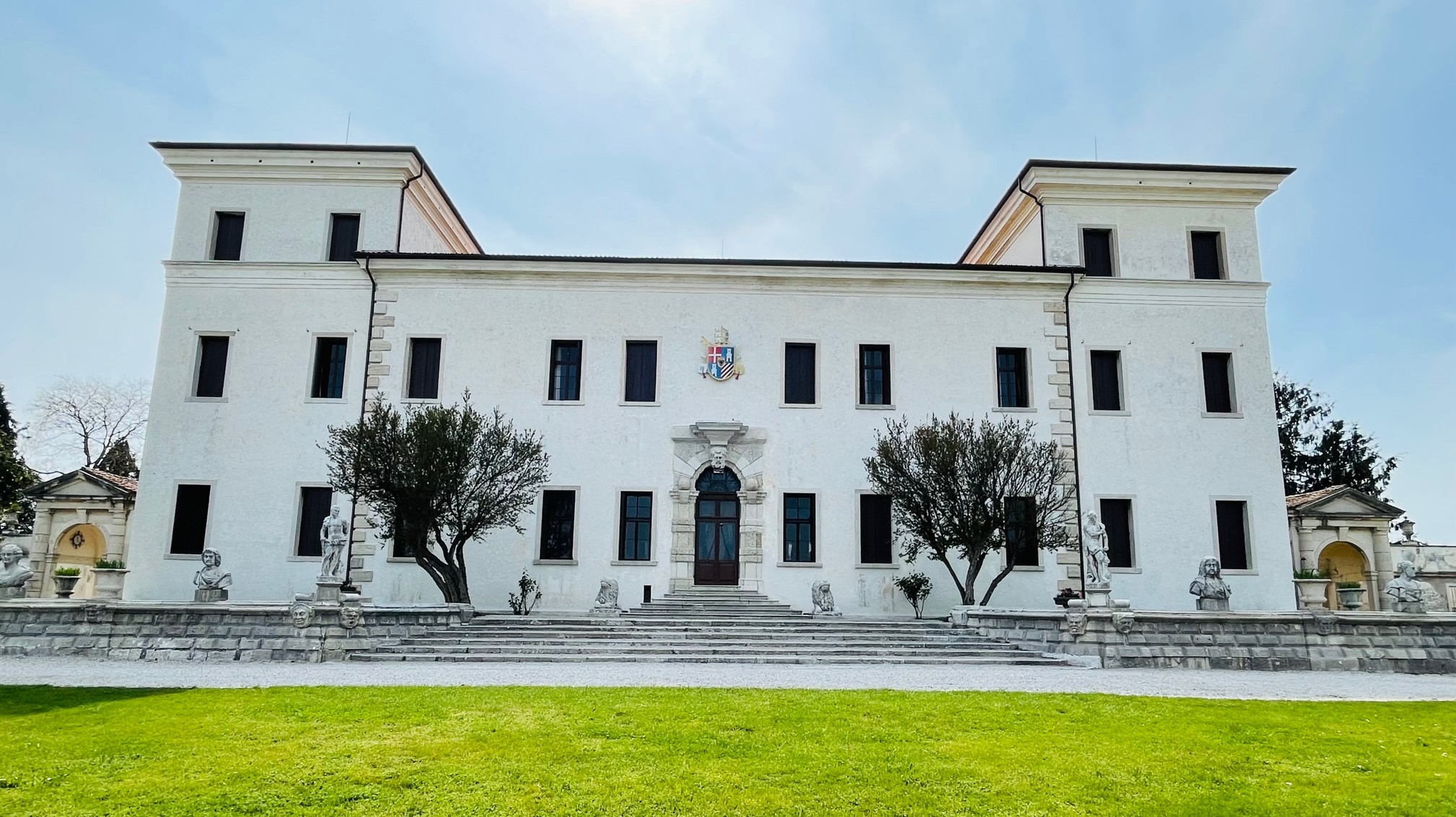
Blocco centrale

### Interno

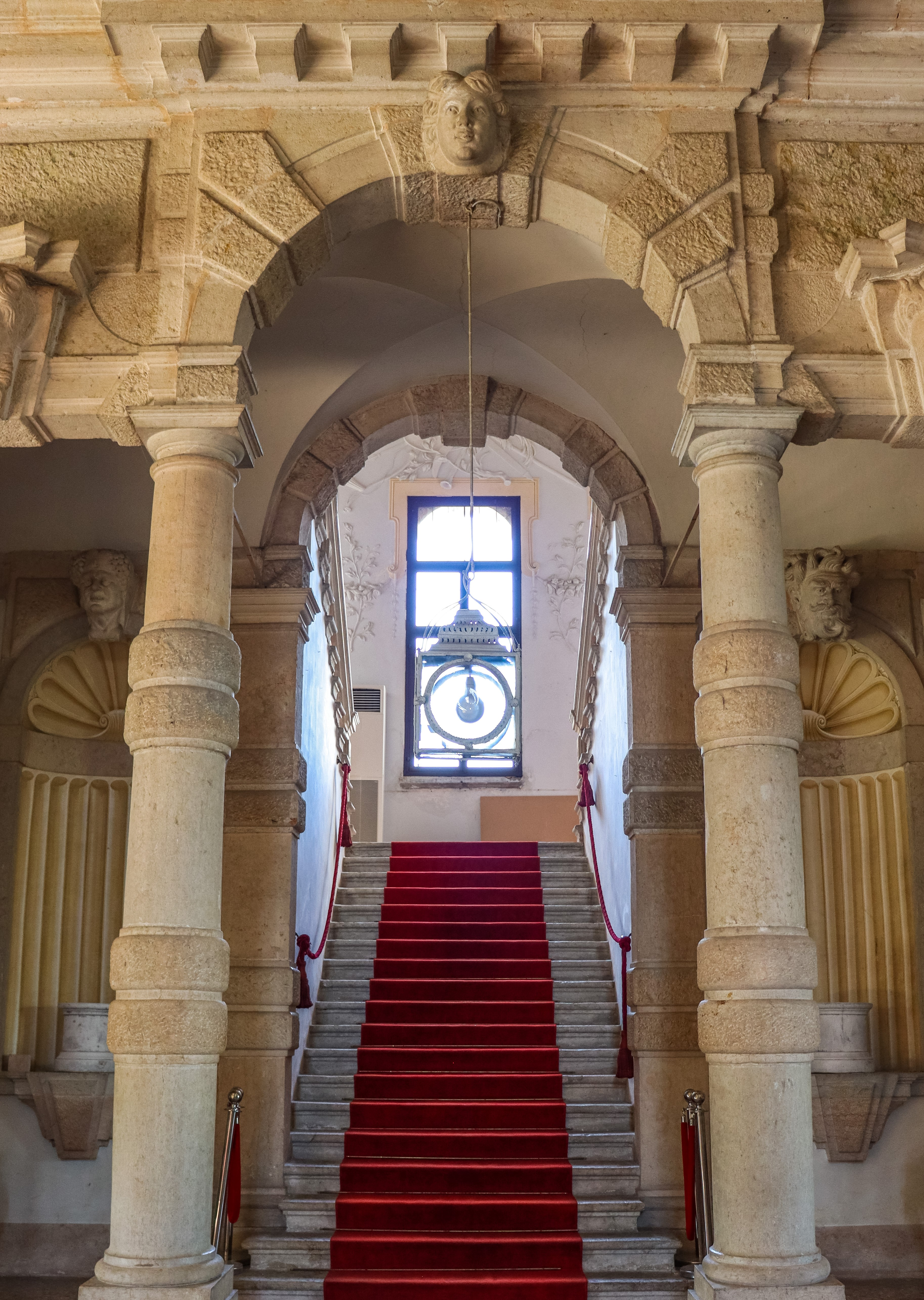
Scalone a Sud del salone

Dopo la porta principale si incontra il salone interno. I due scaloni laterali e simmetrici, preceduti da altrettanti “archi di trionfo”, la grande tela inserita nel soffitto, le formazioni degli stucchi delle zone di intersezione delle due volte, e dalle quattro estremità, la balaustra che corre tutto intorno, consentendo la visione dell'insieme appena fuori dalle camere superiori, sono tutti elementi studiati e valutati al fine di creare una particolare scenografia. La pianta è conforme agli schemi classici alla sala centrale che si eleva per tutta l'altezza dell'edificio, si accostano lateralmente e simmetricamente le camere: quattro al pianterreno altrettanti al primo, separate a due e due dai vani scala.
A destra e a sinistra altre quattro stanze che, moltiplicandosi per tre piani anziché per due, determinano i volumi delle torri, a loro volta rientranti di pochi centimetri rispetto al filo della facciata
La cucina seminterrata e spaziosa, si trova spostata a nord ovest dell'asse mediano e guarda verso il giardino posteriore. Un grande camino sporge dalla muratura, posto sotto la volta allargata del locale.
A proposito delle foresterie, va osservata innanzitutto la loro differente strutturazione planimetrica, conseguenza evidente di età e funzioni diverse. Infatti, mentre l'edificio meridionale ripropone, seppur in scala ridotta, il tema classico dell'androne affiancato da stanze laterali, richiamando quindi l'organizzazione distributiva del palazzo, quello settentrionale non si riferisce ad alcun modello e in quest'ultimo, inoltre non esiste dialogo tra la cappella e le rimanenti parti del fabbricato. Per quanto concerne l'ornamento, il discorso si esaurisce in poche parole: mentre la barchessa nobile più antica, ospita nelle sue stanze composizioni di stucchi, l'altra, evidentemente non calcolando in questo computo la cappella interna, risulta priva di decorazioni. È perciò abbastanza lecito ritenere che quest'ultima venne eretta per soddisfare non tanto un reale bisogno di spazio, ma piuttosto una necessità architettonica cioè quella di dare ordine e simmetria d'insieme, di organizzare con razionalità e gusto lo spazio antistante il corpo centrale
Nella cappella di San Giovanni Battista sopra l'altare impreziosito da agili colonne di verde antico, è posta la statua del Santo protettore; opera dello scultore veneziano Antonio Gai, essa venne eseguita su marmo pregiato e si presenta estremamente semplice e pulita: il corpo snello, nervoso, l'espressione severa, il braccio levato ad indicare la necessità di un rinnovato rigore, sembrano annunciare con parecchi decenni di anticipo, alcune tendenze del neoclassicismo. Non va dimenticato, inoltre, che al primo piano, subito dietro l'abside e adiacente al vano scala, si trova un interessantissimo organo, ancora integro e appartenente senza dubbio alla seconda metà del Settecento.

### Stucchi

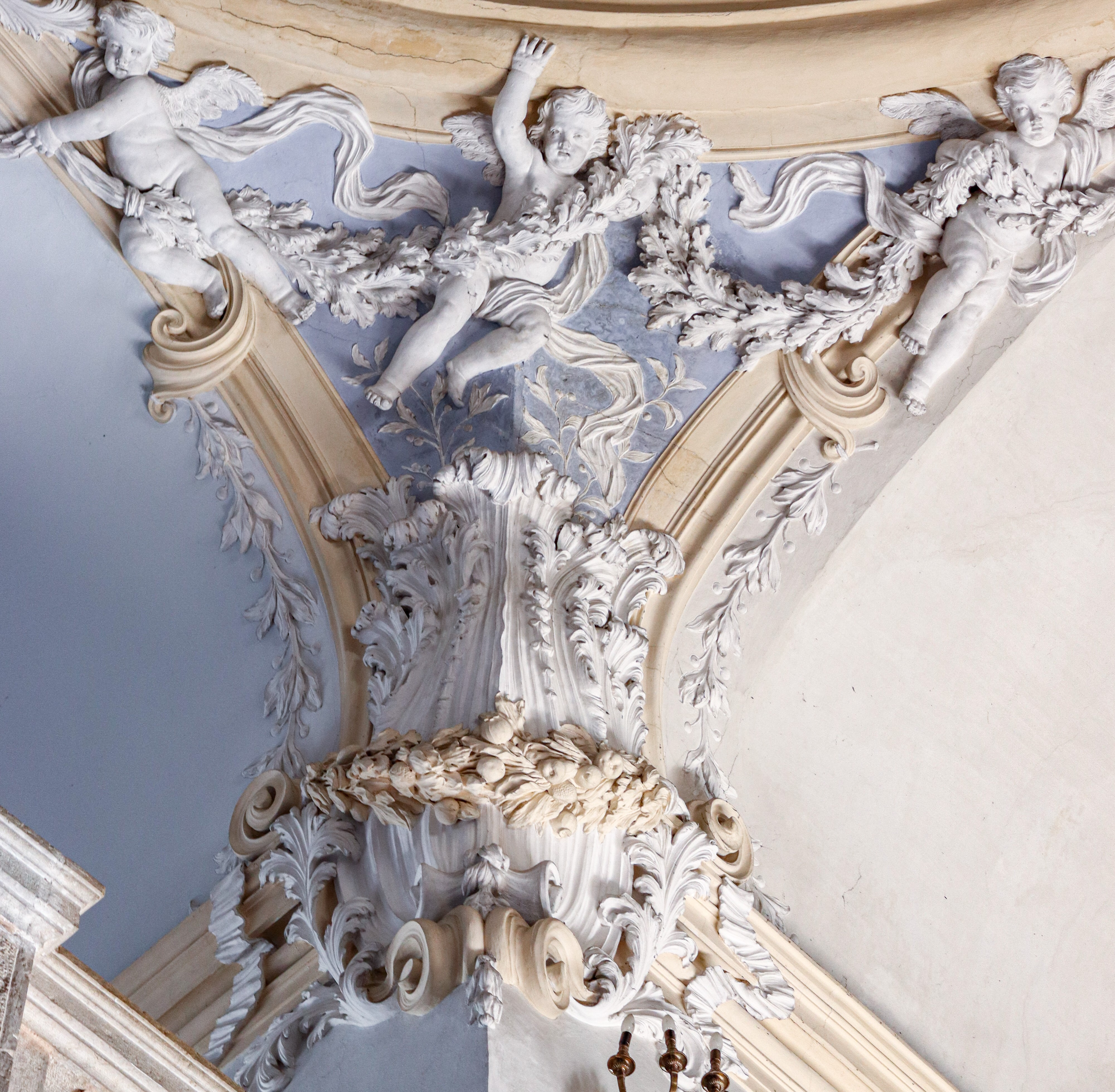
Stucchi a Sud Ovest del salone

Il ciclo di stucchi di Villa Rezzonico è molto probabilmente il più importante ed esteso del Settecento veneto. È opportuno effettuare una distinzione tra gli stucchi ad altorilievo o a tutto tondo, che adornano molti ambienti della villa, e quelli meno rilevanti e presenti in altri locali del palazzo oltre che nella foresteria meridionale. Mentre i primi sono ascrivibili al terzo-quarto decennio del Settecento e ormai con sempre maggiore convinzione vengono assegnati ai ticinesi Abbondio Stazio e Carpoforo Mazzetti Tencalla. i secondi vennero eseguiti verosimilmente da altre mani, e in momenti successivi.
In ogni stanza è possibile individuare motivi caratteristici, relazionabili a tematiche abbastanza usuali: scene della mitologia, rappresentazioni simboliche delle arti, delle stagioni, paesaggi bucolici, momenti della vita nei campi, contadini al lavoro e così via. Innumerevoli putti si alternano a ghirlande fiorite, a stemmi araldici e festoni di fronde e frequentementeci sono le immagini dell'aquila, talvolta bicipite e della torre, richiami immediati al nome dei Rezzonico. In una delle camere laterali, lungo la canna del caminetto, è riproposto in stucco poco rilevato il tema della tela di Giovanni Battista Volpato, mentre in altri locali la decorazione, abbandonati i colori pallidi e delicati, assume toni decisi caricandosi d'oro. Sui sovrapporta della barchessa meridionale sono ritratti cavalli marini, che emergono dalle acque assieme ai putti. Non mancano, inoltre, figure di Veneri e altre divinità femminili.

### Dipinti

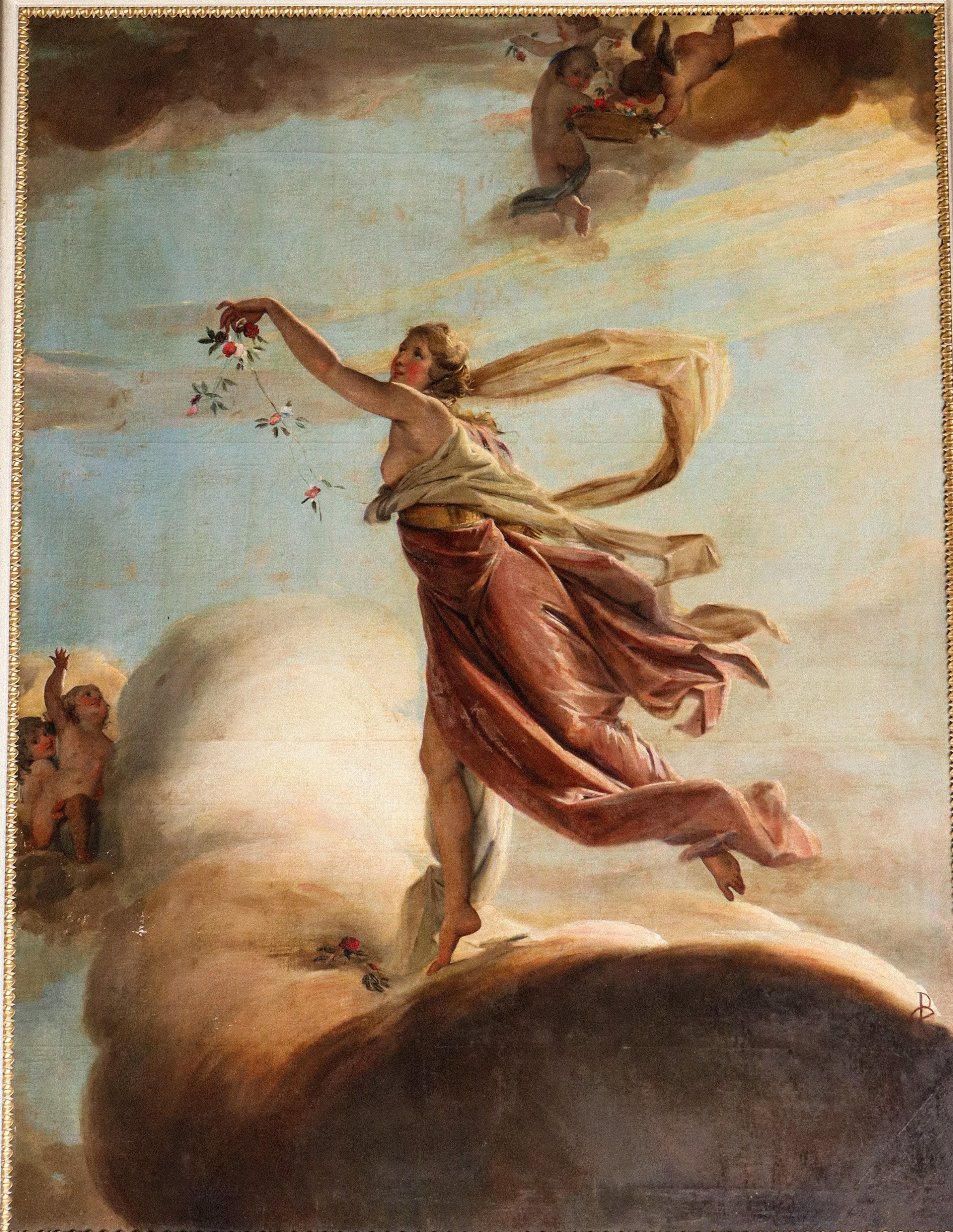
L'Aurora, dipinto di Domenico Pellegrini

Delle cinque grandi tele che ornano il salone, più interessante dal punto di vista storico e artistico risulta essere quella di Giovanni Battista Volpato. Inserita nel soffitto e cinta dalle decorazioni a stucco dello Stazio, essa ha una forma ellittica e venne probabilmente eseguita nel periodo 1703-1706. Come nei quadri collocati nel Duomo di Bassano del Grappa, risalenti all'ultimo decennio del Seicento, anche in questo caso è riscontrabile, da parte dell'ormai anziano pittore bassanese, il tentativo di rifarsi ai modi del Tintoretto.Il tema della tela risente ancora degli influssi secenteschi: “Giove che fulmina i Giganti”, richiamo alle ultime guerre veneziane contro i turchi, tese alla riconquista della perduta Candia.
Dipinta tra il 1798 e il 1799, la “Fede trionfante” è una delle grandi tele che si trovano collocate lungo le pareti interne del salone, a destra e a sinistra dei vani scala. Di notevoli dimensioni, essa venne eseguita da Antonio Canova, artista molto legato alla famiglia Rezzonico e al principe Abbondio in particolare. Nella casa di Bassano del Grappa, che lo ospitò numerose volte, era custodita fino al 1824 una ricca collezione di sue opere, tra le quali si ricordano, ad esempio, il modello in gesso del monumento romano a Papa Clemente XIII, e nove bassorilievi sempre in gesso raffiguranti episodi tratti dalle opere di Omero, di Virgilio, Platone, eccetera.
Di impostazioni neoclassica, e in linea con la appena menzionata "Fede trionfante", è pure l'”Aurora” di Domenico Pellegrini dipinta presumibilmente negli ultimi anni del Settecento.
Al 1848 circa risalgono invece le due tele del vicentino Giovanni Busato: la “Notte” e la “Carità” che concludono il ciclo di quadri del salone.
Sul soffitto di alcune delle stanze laterali sono presenti delle tempere abbastanza interessanti, attribuite un tempo ad uno scolaro del Volpato, il Bernardoni, morto a 78 anni nel 1718.
Non devono essere tralasciati neppure i ritratti di alcuni membri della famiglia Rezzonico, risalenti al XVIII secolo, incorniciati da composizioni in stucco e collocati nella prima stanza a destra dell'ingresso principale.

### Statue

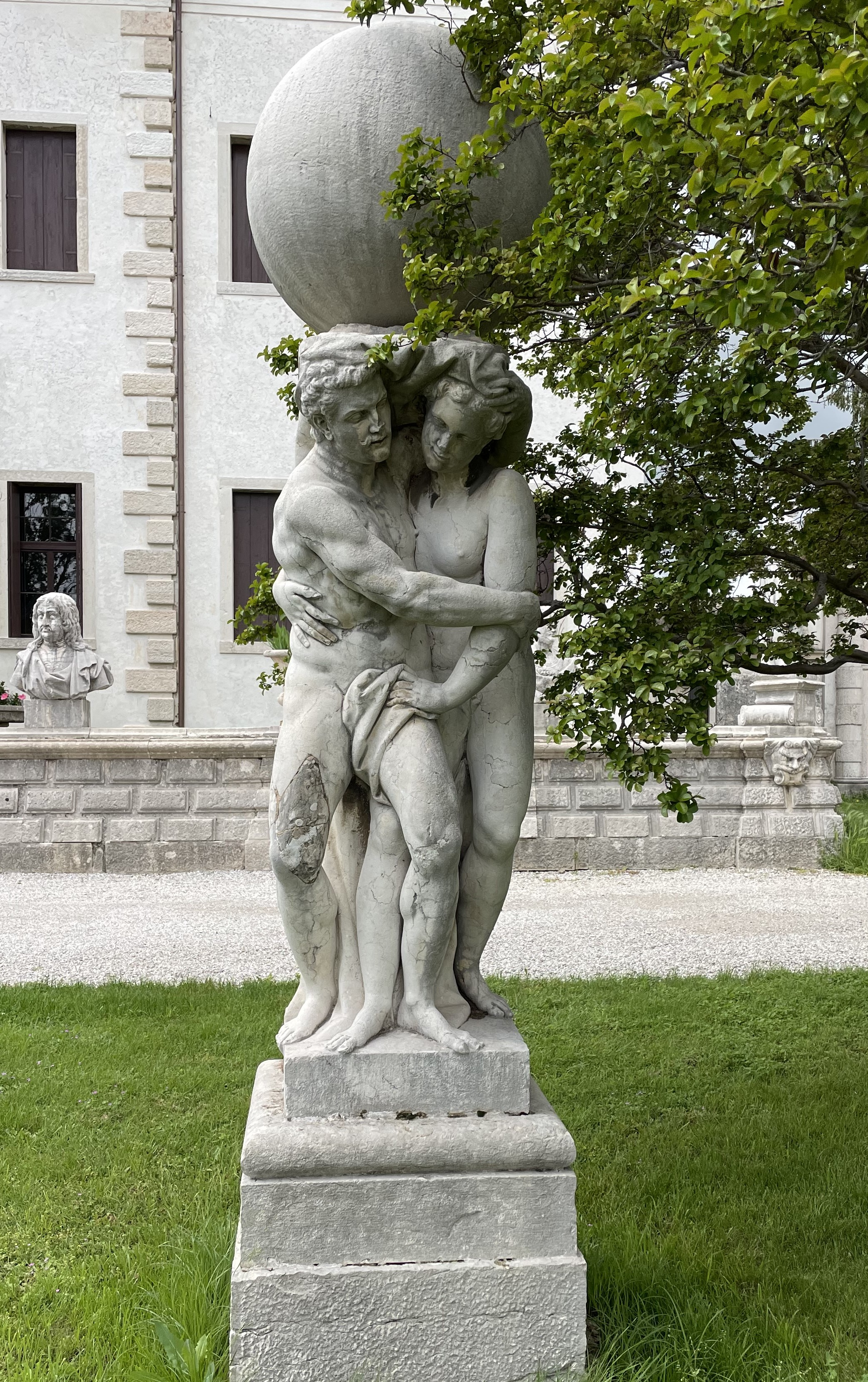
Adamo ed Eva, di Girolamo Campagna

Solo per alcune delle numerose statue sparse nel giardino e tutti intorno alla villa, è stato possibile venire a conoscenza della data di commissione; per la maggior parte di esse si può solamente constatarne la fattura settecentesca. Non tutte eseguite nello stesso periodo e dalla stessa mano, tra i pezzi scultorei di Villa Rezzonico se ne individuano alcuni modellati con notevole professionalità. Il portamento fiero degli ercoli e delle altre divinità mitologiche fanno pensare ad artisti di talento. Certamente anche il Canova era stato interpellato, nel periodo dal 1775 al 1780, da Lodovico Rezzonico, ma in questo caso il suo lavoro si era limitato allo sbozzamento di due modelli in gesso (di Apollo e Dafne) in seguito andati distrutti.
Probabilmente anche i busti,ritraenti alcuni membri della famiglia Rezzonico e allineati sopra al basamento, risalgono alla seconda metà del Settecento.
Dei primi anni del XVIII secolo sono invece gli stupendi mascheroni presenti nel salone e sopra all'ingresso principale, così come le grottesche rappresentazioni allegoriche (demoni, satiri, eccetera) dello zoccolo bugnato.